# Liste der Welt- und Europameister im Voltigieren
Die Liste der Sieger im Voltigieren bei Welt- und Europameisterschaften enthält alle Sieger und Siegerinnen der Welt- und Europameisterschaften im Voltigieren (Vaulting Masters). Die ersten Europameisterschaften für Einzelvoltigierer und Gruppen wurden 1984, die ersten Weltmeisterschaften 1986 ausgetragen. Seitdem werden beide Championate im Rhythmus von zwei Jahren abwechselnd veranstaltet. Die Sieger im Voltigieren bei den alle vier Jahre stattfindenden Weltreiterspielen (WEG) werden offiziell als Weltmeister gezählt. Die Europameister im Doppelvoltigieren (Pas de Deux) werden erst seit 2009 ermittelt, die Weltmeister seit 2012. Von 2009 bis 2011 fanden die Europameisterschaften der Doppelvoltigierer jährlich statt.
Der Vollständigkeit halber wird auch die einzige olympische Teilnahme des Voltigierens (unter dem Namen Kunstreiten) bei den Olympischen Spielen 1920 in Antwerpen angeführt.
Die erfolgreichste Voltigiererin ist die Österreicherin Jasmin Lindner, sie gewann fünf Mal in Folge zusammen mit Lukas Wacha den Titel im Pas de Deux, zudem wurde sie 2016 und 2021 Weltmeisterin bei den Damen. Dahinter rangieren die Deutschen Nadia Zülow und Christoph Lensing, welche jeweils dreimal Welt- und Europameister in den Einzelbewerben wurden.
Mit 26 Titeln ist die deutsche Voltigiermannschaft die erfolgreichste aller Zeiten.

## Einzelvoltigierer und Gruppen
| Jahr     | Gastgeber            | Damen                          | Herren                                    | Gruppe                                      |
| EM 2025  | Stadl-Paura          |                                |                                           |                                             |
| WM 2024  | Bern                 | Eva Nagiller Bastion           | Theo Gardies Sir Sensation                | Deutschland, VV Köln-Dünnwald Equador 28    |
| EM 2023  | Flyinge              | Kathrin Meyer San Classico S   | Quentin Jabet Ronaldo 200                 | Deutschland, VV Köln-Dünnwald Calidor 10    |
| WM 2022  | Herning              | Manon Moutinho Saitiri         | Lambert Leclezio Estado IFCE              | Deutschland, VV Köln-Dünnwald Calidor 10    |
| WM 2021  | Budapest             | Jasmin Lindner Dr. Doolittle 5 | Lambert Leclezio Estado IFCE              | Deutschland, RV Fredenbeck Claus 51         |
| WM 2020  | Flyinge, Eslöv       |                                |                                           |                                             |
| EM 2019  | Ermelo               | Katharina Luschin Fairytale 6  | Lambert Leclezio Aroc                     | Österreich, URC Wildegg Alessio L’Amabile   |
| WEG 2018 | Tryon                | Kristina Boe Don de la Mar     | Lambert Leclezio Poivre Vert              | Deutschland, VV Köln-Dünnwald Danny Boy OLD |
| EM 2017  | Ebreichsdorf         | Kristina Boe Don de la Mar     | Erik Oese Calvador                        | Deutschland, VV Köln-Dünnwald Danny Boy     |
| WM 2016  | Le Mans              | Jasmin Lindner Dr. Doolittle   | Lambert Leclezio Quiece d'Aunis           | Frankreich, Noroc Wizner                    |
| EM 2015  | Aachen               | Simone Jäiser Luk              | Jannis Drewell Diabolus                   | Deutschland, Neuss-Grimlinghausen Delia FRH |
| WEG 2014 | Basse-Normandie      | Joanne Eccles Bentley          | Jacques Ferrari Poivre Vert               | Deutschland, Neuss-Grimlinghausen Delia     |
| EM 2013  | Ebreichsdorf         | Rikke Laumann Ghost Alfarvad Z | Jacques Ferrari Poivre Vert               | Deutschland, Neuss-Grimlinghausen Arkansas  |
| WM 2012  | Le Mans              | Joanne Eccles Bentley          | Nicolas Andreani Just a Kiss              | Schweiz, Lütisburg Willy                    |
| EM 2011  | Le Mans              | Joanne Eccles Bentley          | Patric Looser Record RS v. d. Wintermühle | Deutschland, Neuss-Grimlinghausen Arkansas  |
| WEG 2010 | Lexington            | Joanne Eccles Bentley          | Patric Looser Record RS v. d. Wintermühle | Vereinigte Staaten, Team F.A.C.E. Palatine  |
| EM 2009  | Malmö                | Joanne Eccles                  | Nicolas Andreani                          | Österreich, VG Pill TU Schwaz               |
| WM 2008  | Brünn                | Nicola Ströh                   | Petr Eim                                  | Deutschland, Ingelsberg                     |
| EM 2007  | Kaposvár             | Sissi Jarz                     | Kai Vorberg                               | Deutschland, Ingelsberg                     |
| WEG 2006 | Aachen               | Megan Benjamin                 | Kai Vorberg                               | Deutschland, Neuss-Grimlinghausen           |
| EM 2005  | Verolanuova          | Anja Barwig                    | Kai Vorberg                               | Slowakei, Soup Sala                         |
| WM 2004  | Stadl-Paura          | Nicola Ströh                   | Kai Vorberg                               | Deutschland, Ingelsberg                     |
| EM 2003  | Saumur               | Nadia Zülow                    | Matthias Lang                             | Deutschland, Mainz-Laubenheim               |
| WEG 2002 | Jerez de la Frontera | Nadia Zülow                    | Matthias Lang                             | Deutschland, Mainz-Laubenheim               |
| EM 2001  | Poznań               | Nadia Zülow                    | Matthias Lang                             | Schweiz, St. Gallen                         |
| WM 2000  | Mannheim             | Nadia Zülow                    | Matthias Lang                             | Deutschland, Ingelsberg                     |
| EM 1999  | Nitra                | Nadia Zülow                    | Gero Meyer                                | Schweiz, St. Gallen                         |
| WEG 1998 | Rom                  | Nadia Zülow                    | Devon Maitozo                             | Deutschland, Neuss-Grimlinghausen           |
| EM 1997  | Aachen               | Tanja Benedetto                | Philipp Lehner                            | Deutschland, Neuss-Grimlinghausen           |
| WM 1996  | Kaposvár             | Tanja Benedetto                | Christoph Lensing                         | Deutschland, Neuss-Grimlinghausen           |
| EM 1995  | Saumur               | Tanja Benedetto                | Christoph Lensing                         | Deutschland, Neuss-Grimlinghausen           |
| WEG 1994 | Den Haag             | Tanja Benedetto                | Thomas Fiskbæk                            | Schweiz, St. Gallen                         |
| EM 1993  | Den Haag             | Barbara Strobel                | Christoph Lensing                         | Schweiz, St. Gallen                         |
| WM 1992  | Heilbronn            | Barbara Strobel                | Christoph Lensing                         | Deutschland, Neuss-Grimlinghausen           |
| EM 1991  | Bern                 | Silke Michelberger             | Thomas Föcking                            | Schweiz, St. Gallen                         |
| WEG 1990 | Stockholm            | Silke Bernhard                 | Michael Lehner                            | Schweiz, St. Gallen                         |
| EM 1989  | Drzonków             | Silke Bernhard                 | Christoph Lensing                         | Schweiz, St. Gallen                         |
| WM 1988  | Ebreichsdorf         | Silke Bernhard                 | Christoph Lensing                         | Schweiz, St. Gallen                         |
| EM 1987  | Paris                | Silke Bernhard                 | Michael Lehner                            | BR Deutschland, Neuss-Grimlinghausen        |
| WM 1986  | Bulle                | Silke Bernhard                 | Dietmar Otto                              | BR Deutschland, Neuss-Grimlinghausen        |
| EM 1985  | Schenefeld           | Christina Hahn                 | Dietmar Otto                              | BR Deutschland, Neuss-Grimlinghausen        |
| EM 1984  | Ebreichsdorf         | Sabine Müller                  | Dietmar Otto                              | BR Deutschland, Neuss-Grimlinghausen        |
| OS 1920  | Antwerpen            | kein Damenwettbewerb           | Daniël Bouckaert                          | Belgien                                     |

## Pas de Deux und Nationenpreis
| Jahr     | Gastgeber      | Pas de Deux                                      | Nationenpreis |
| EM 2025  | Stadl-Paura    |                                                  |               |
| WM 2024  | Bern           | Diana Harwardt, Peter Künne Sir Laulau           | Frankreich    |
| EM 2023  | Flyinge        | Eva Nagiller, Romana Hintner Idefix              | Deutschland   |
| WM 2022  | Herning        | Chiara Congia, Justin van Gerven Highlight       | Frankreich    |
| WM 2021  | Budapest       | Johannes Kay, Janika Derks Humphrey Bogart OLD   | Deutschland   |
| WM 2020  | Flyinge, Eslöv |                                                  |               |
| EM 2019  | Ermelo         | Chiara Congia, Justin van Gerven Picardo 13      | Frankreich    |
| WEG 2018 | Tryon          | Silvia Stopazzini, Lorenzo Lupacchini Rosenstolz | Deutschland   |
| EM 2017  | Ebreichsdorf   | Silvia Stopazzini, Lorenzo Lupacchini Rosenstolz |               |
| WM 2016  | Le Mans        | Jasmin Lindner, Lukas Wacha Dr. Doolittle        |               |
| EM 2015  | Aachen         | Jasmin Lindner, Lukas Wacha Bram                 |               |
| WEG 2014 | Caen           | Jasmin Lindner, Lukas Wacha Bram                 |               |
| EM 2013  | Ebreichsdorf   | Jasmin Lindner, Lukas Wacha Elliot               |               |
| WM 2012  | Le Mans        | Jasmin Lindner, Lukas Wacha Elliot               |               |
| EM 2011  | Le Mans        | Theresa-Sophie Bresch, Torben Jacobs Cyrano      |               |
| EM 2010  | Stadl-Paura    | Daniela Slomka, Katharina Nell Valeccito         |               |
| EM 2009  | Malmö          | Laura Passon, Bamdad Memarian                    |               |